# Раме, Клод
Клод Раме (фр. Claude Ramey; 24 октября 1754, Дижон — 5 июня 1838, Париж) — французский скульптор, отец скульптора Жюля Раме (1796—1852).

## Биография
Родился в 1754 году в Дижоне. Получил образование в Высшей школе изящных искусств Парижа.
В 1782 году получил Римскую премию в области скульптуры, после чего, по условиям премии, отправился в Рим, где три года учился во Французской академии на Вилле Медичи.
После возвращения на родину много и плодотворно работал в качестве скульптора. С 1816 года был действительным членом Академии изящных искусств Франции по секции скульптуры. Занимался преподаванием, среди его учеников был Жан-Пьер Корто.
Много работал по правительственным заказам, успешно подстраиваясь под вкусы различных правительств. Выполнил мраморную статую Наполеона в полный рост в лавровом венке (ныне входит в собрание Лувра), наружный фронтон Лувра, изображающий обнажённого Наполеона в окружении греческих богов, статую его пасынка, вице-короля Италии Евгения Богарне (Версаль) и памятник кардиналу Ришельё по заказу Бурбонов, вернувшихся из изгнания.
Также создал мраморный барельеф «Тильзитский мир» для Триумфальной арки на площади Каррузель и принимал участие в создании барельефов Вандомской колонны.
Помимо этого, создавал статуи на исторические и мифологические сюжеты.
Скончался Раме в 1838 году в Париже.

## Галерея

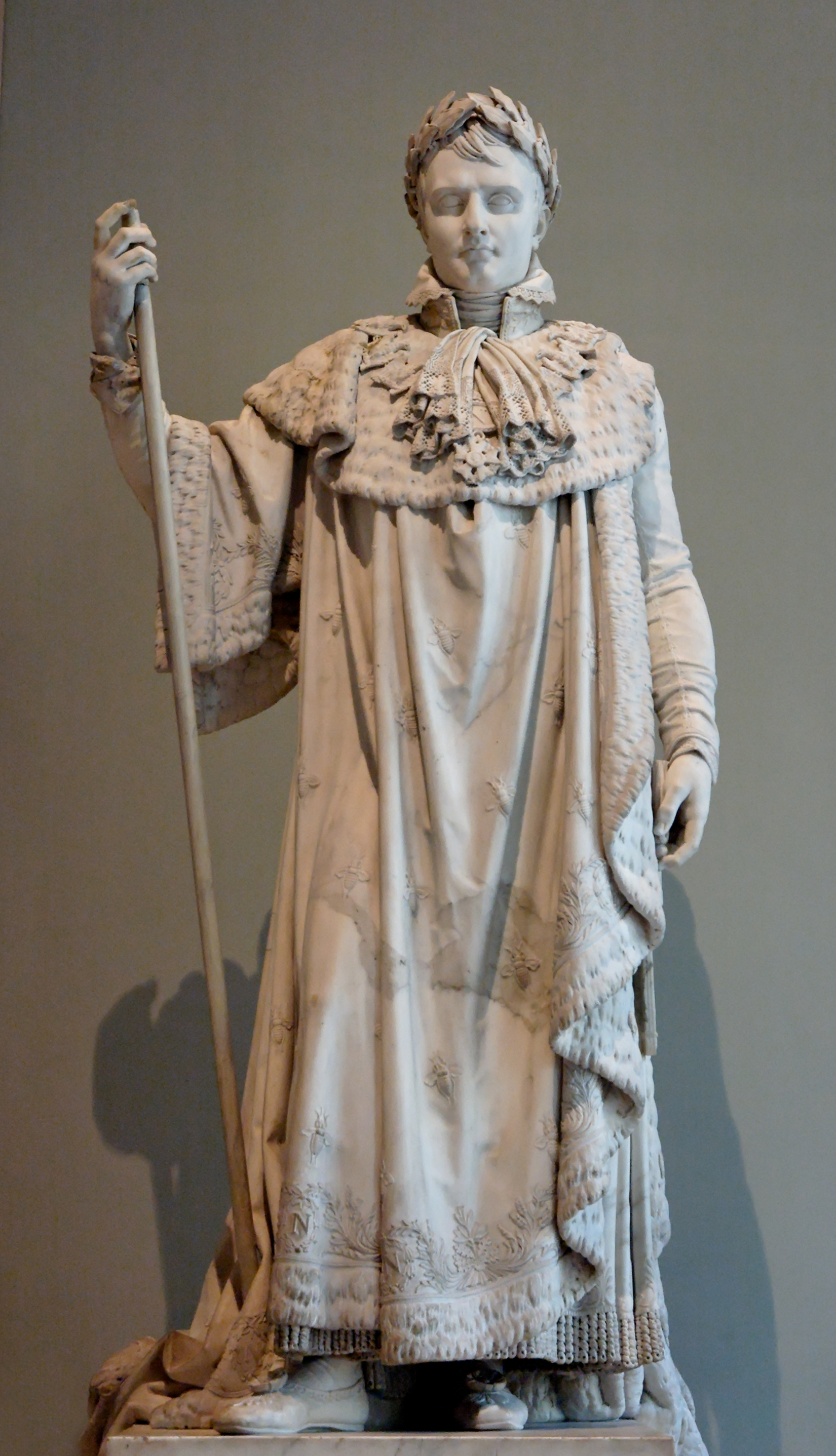
Наполеон I, 1813, мрамор, Лувр.
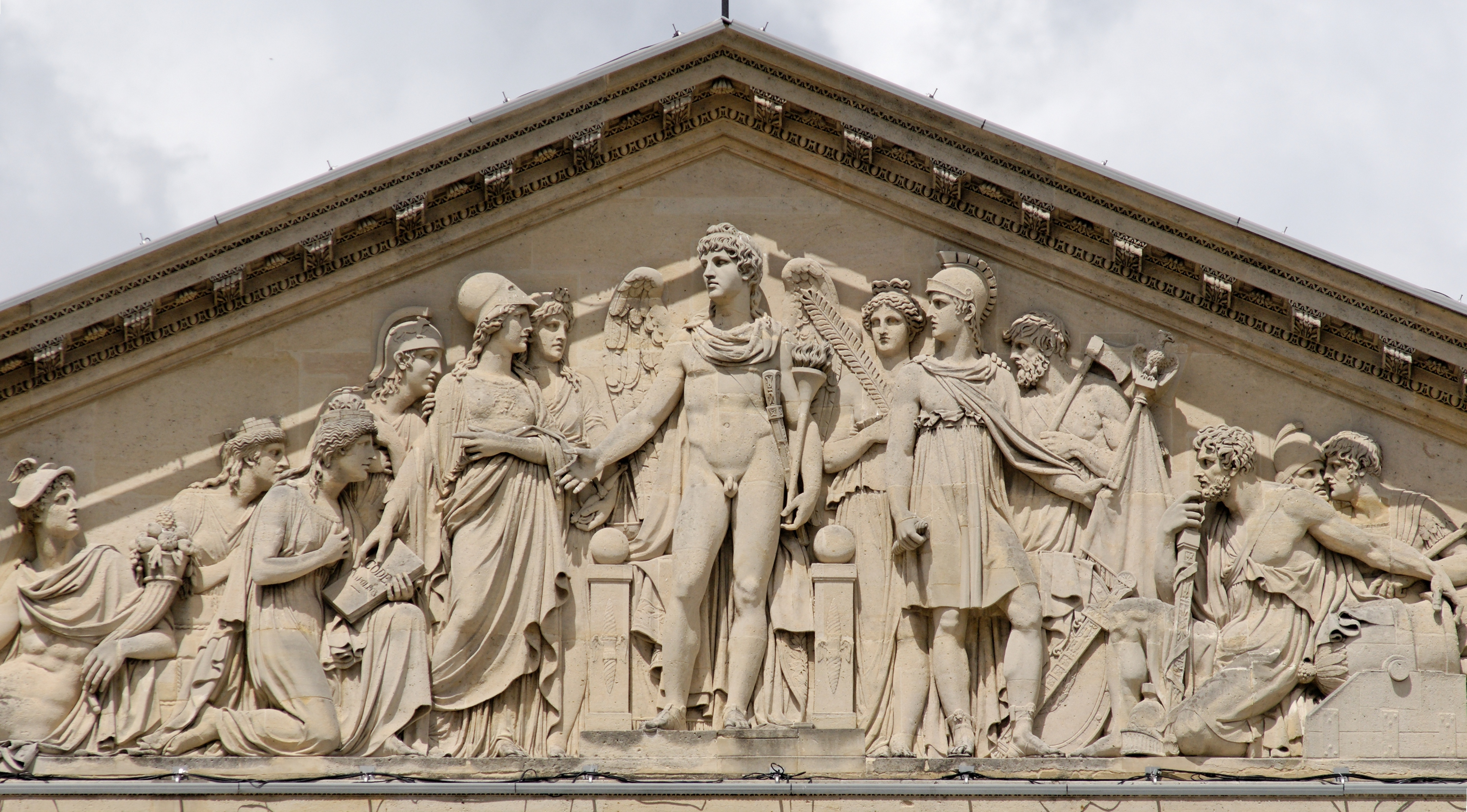
Наполеон I в окружении греческих богов, 1811, Лувр (фронтон дворового фасада.
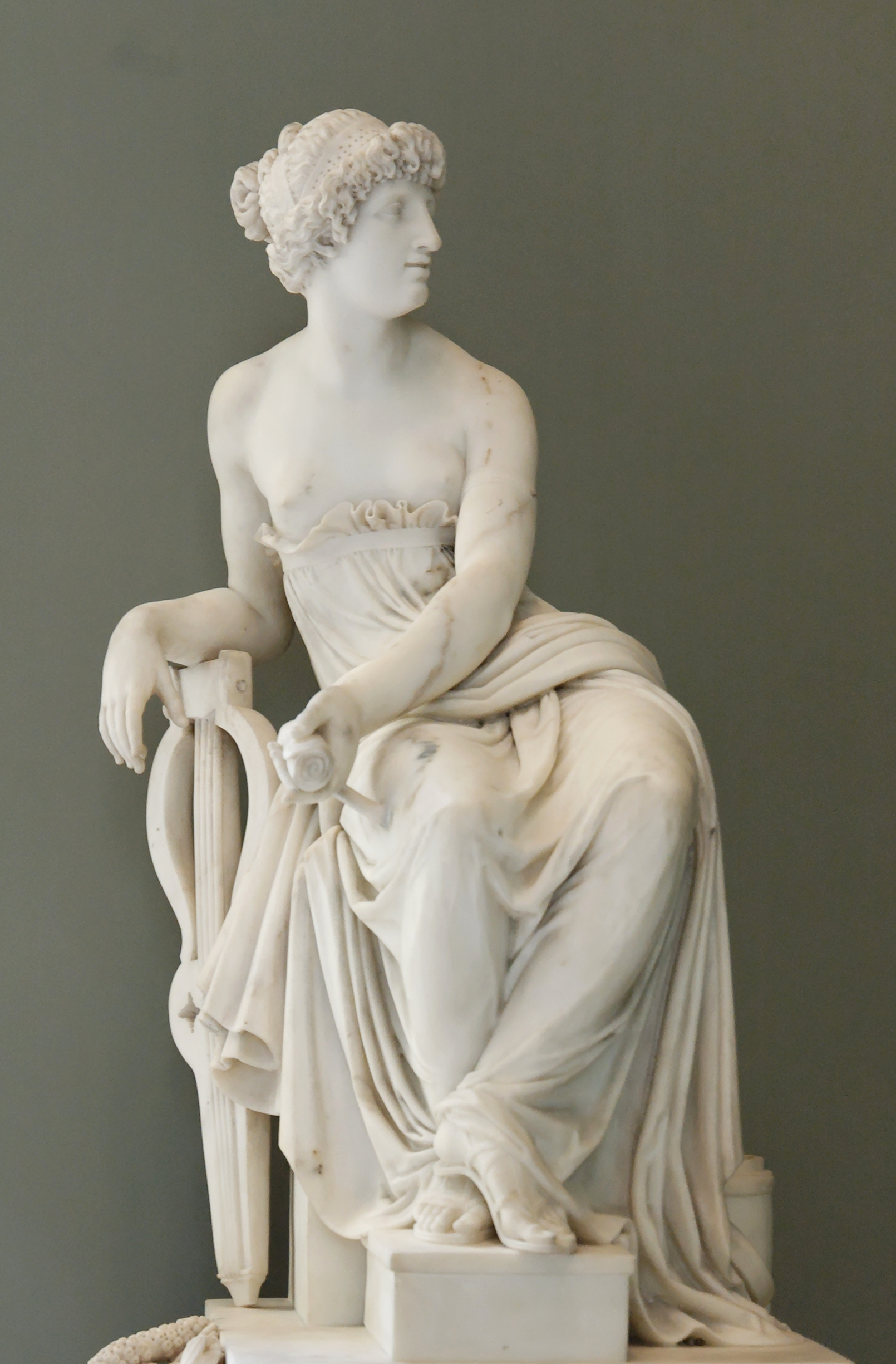
Сапфо, 1801, мрамор, Лувр.
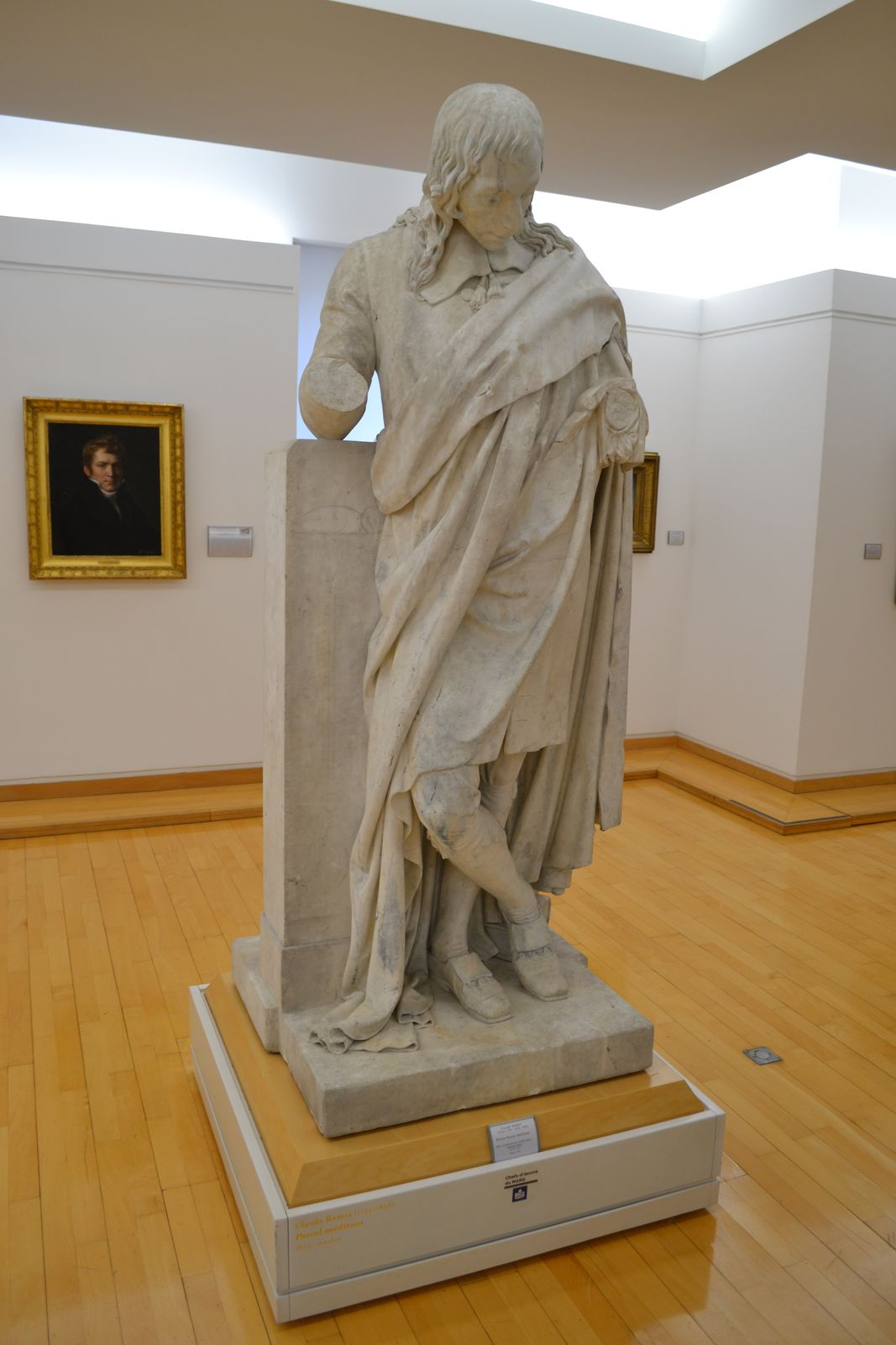
Размышляющий Паскаль, Музей Роже-Кийо, Клермон-Ферран
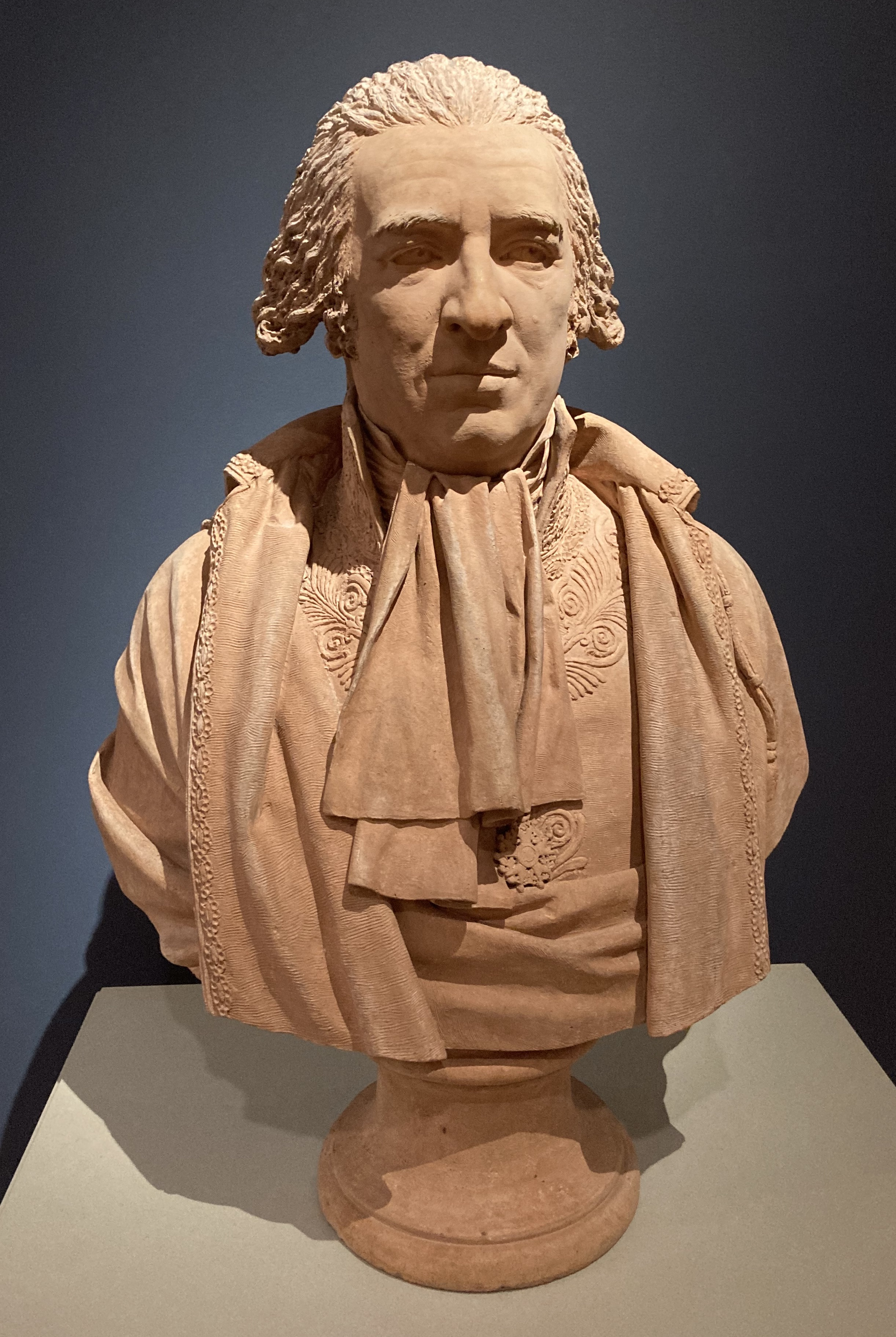
Герцог Антуан-Сезар Шуазель-Праслен, 1808, терракота, Художественный музей Крайслера, Норфолк, штат Виргиния, США
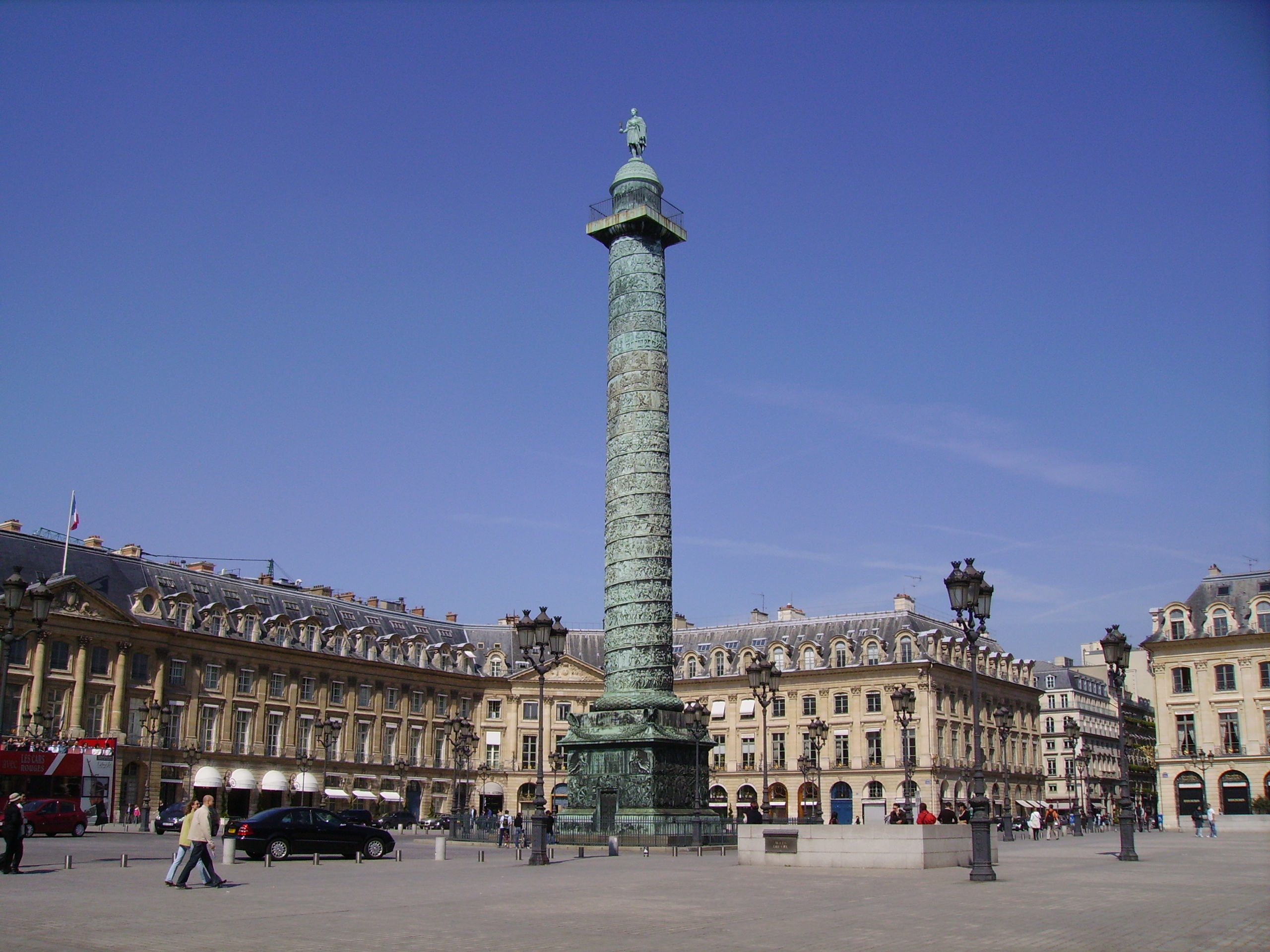
Общий вид Вандомской колонны в Париже, в работе над созданием которой участвовал Раме